# Vlag van Heusden (Asten)

Dorpsvlag van Heusden

De vlag van Heusden (Asten) werd op 29 april 2006 door het Nederlandse dorp Heusden (Asten) in gebruik genomen. De vlag is wit en toont een levendig abstract landschap. De kern van de vlag is rood met oranje en staat voor de vele activiteiten in het dorpscentrum. De groene vlakken staan voor de landelijke omgeving rond het dorp en de weidse blik over het platteland. Het blauwe vlak staat voor de lucht. Hierin is een gele schilderachtige boog afgebeeld. Deze staat voor de dorpsactiviteiten die mensen naar Heusden trekken. Het ontwerp van de vlag is van de hand van Jacques Madou en Theo van Dam.
Acht
· Alphen
· Bavel
· Berghem
· Berlicum
· Biest-Houtakker
· Borkel en Schaft
· Chaam
· Cromvoirt
· Cuijk
· Den Dungen
· Dinteloord
· Effen
· Esch
· Galder
· Geeren-Noord
· Gemonde
· Haagse Beemden
· Haaren
· Halsteren
· Helvoirt
· Herpen
· Heusden
· Langenboom
· Leur
· Megen, Haren en Macharen
· Moergestel
· Nieuw-Vossemeer
· Nuland
· Olland
· Orthen
· Princenhage
· Ravenstein
· Rosmalen
· Sint-Michielsgestel
· Sprang
· Steenbergen
· Strijbeek
· Teteringen
· Ulvenhout
· Udenhout
· Velp
· Vierlingsbeek
· Waspik
· Wintelre